# Biskopsvalet i Borgå stift 2009
Biskopsvalet i Borgå stift 2009 var det val som förrättades i stiftet hösten 2009 för att få fram en efterföljare åt dåvarande biskopen Gustav Björkstrand, som gick i pension. Efter två valomgångar valdes teologie doktor Björn Vikström till ny biskop.

## Valordning
Röstberättigade (elektorer) var stiftets präster och lektorer, samt ett lika stort antal lekmän som utsetts av församlingarna. Den 1 december 2008 fanns 233 röstberättigade präster och lektorer. Lekmannaelektorernas antal fördelades mellan församlingarnas folkmängd.
De elektorer som vill få en kandidat uppställd i valet bildade en valmansförening bestående av minst 10 röstberättigade elektorer. Nomineringen skulle ha inkommit till domkapitlet senast den 6 maj.
Val förrättades den 2 september 2009. Om ingen av kandidaterna skulle fått egen majoritet förrättades en andra valomgång den 16 september mellan de två kandidater som fått flest röster. Valkretsar är stiftets nio  prosterier.
Domkapitlet räknade med att fastställa valet av ny biskop den 23 september 2009. Den nya biskopen planerades tillträda den 1 november 2009.

## Kandidater
Följande kandidater presenteras i den ordning som domkapitlet lottat fram vid sitt sammanträden den 3 juni 2009.

### Björn Vikström
Björn Vikström prästvigdes 1988 i Borgå, efter avlagd teologie kandidatexamen vid Åbo Akademi. Sedan 1997 är han filosofie magister från Helsingfors universitet men återvände därefter till Åbo Akademi för att år 2000 disputera i teologi.
Vikström har tidigare varit församlingspastor i Matteus församling i Helsingfors, 1988–1991, och kaplan i Kimito församling 1991–2006. Han är verksam som forskare vid Åbo Akademi.
Teologiskt anses Vikström av tv-kanalen YLE vara en liberal kandidat. Kyrkpressen framhåller i stället att Björn Vikström och motkandidaten Bo-Göran Åstrand ligger teologiskt nära varandra. Deras teologiska profil ska också likna varandras, inte minst sedan de båda arbetat med att ta fram en ny strategi för skriftskolan.
Fadern John Vikström och farbrodern Erik Vikström var biskopar för Borgå stift 1970–1982 respektive 1983–2006.

### Henrik Perret
Prosten Henrik Perret prästvigdes 1972 i Borgå, efter avlagd teologie kandidatexamen från Helsingfors universitet. Han avlade pastoralexamen 1979. Perrets första tjänst var som ex off. adjunkt i Matteus församling i Helsingfors 1972–1975. Därefter har han haft tjänst som student- och skolungdomspräst inom Finlands evangelisk-lutherska student- och skolungdomsmission 1975–1980 och som kyrkoherde i Markus församling i Helsingfors åren 1980–2005.
Perret har varit medlem i Borgå stifts stiftsmöte från 1978 tills stiftsmötet ersattes med stiftsfullmäktige 1 januari 2004. Han är ombud i kyrkomötet sedan 1983. Perret var medlem i Svenska psalmbokskommittén 1975–1983 och Handbokskommittén 1989–1995. Han har också tonsatt flera psalmer i 1986 års psalmbok.
Vid sidan av den kyrkliga verksamheten har Henrik Perret ett engagemang för räddningstjänst. Han är certifierad medikalvaktmästare och ambulansförare. Åren 1993–1996 var han ordförande för Medi-Heli, en räddningsorganisation som driver läkarhelikoptrar. Perioden 1994–1996 gjorde han ett avbrott i sin kyrkoherdetjänst för att arbeta heltid som verksamhetsledare för Medi-Heli. Perret är också aktiv inom den Frivilliga räddningstjänsten, och hjälper till som sjukvårdare på större festivaler.
Sedan januari 2006 är Perret generalsekreterare för Finlands teologiska institut. Perret ställde upp även i 2006 års biskopsval och nådde då andra omgången, där Gustav Björkstrand valdes. YLE framhöll  Perret som "den mest omstridda kandidaten - inte minst sedan hade sagt att han vägrar prästviga kvinnor", men noterade också att Perret själv i stället hoppades att "biskopsvalsdebatten denna gång ska handla om det viktigaste för kyrkan, om tron på Jesus Kristus".

### Bo-Göran Åstrand
Kyrkoherden Bo-Göran Åstrand prästvigdes 1991 i Borgå, efter avlagd teologie magister vid Åbo Akademi. Han fick tjänst som församlingspastor i Jakobstads svenska församling 1991–1994 och var därefter kaplan i samma församling 1995–2007, då han slutligen blev församlingens kyrkoherde. Åstrand hade påbörjat doktorandstudier vid Åbo Akademi.
Åstrand var så kallat prästerligt ombud i kyrkomötet 2004–2007 och därförinnan medlem i stiftsmötet 1996 tills det upplöstes 1 januari 2004. Han var också medlem i delegationerna för Kyrkans strategiarbete "Helig", Kyrkans arkivfunktion samt tidigare även delegationen för lärosamtalen med Finlands baptistsamfund. Han har ett särskilt intresse för kristen radio och var medlem i Kristliga radioutskottet 1996–2006, de sista fyra åren som dess ordförande. Bo-Göran Åstrand var huvudredaktör för tidningen Sändebudet 1996–2003. Sedan 2007 är han ordförande i Ekumeniska rådets svenska sektion.
Ungdomsarbete går som ett särskilt spår genom Bo-Göran Åstrands prästgärning, där första tjänsten i Jakobstad var inriktad på just ungdomsverksamheten. Innan dess hade han jobbat på ett skolhem för ungdomar. På stiftsnivå var han varit med i den arbetsgrupp som tog fram utbildningsmaterialet av skriftskolans hjälpledare 1993–1994 och under fyra år utbildade kyrkligt anställda och aktiva i den nya konfirmandläroplanen. Han var medlem i referensgruppen för stiftets ungdomsarbete 1999–2000. På uppdrag av stiftet var han också medförfattare till den nya konfirmandläroboken ”Mitt i allt” åren 2003–2004.
Bo-Göran Åstrand blev trea i biskopsvalet år 2006. Teologiskt gav Åstrand uttryck i media för en vilja att försöka ena liberala och konservativa grupperingar och betonade att även om frågorna måste hanteras så får det inte göras så att stiftet eller kyrkan går sönder.

### Sixten Ekstrand
Stiftsdekan Sixten Ekstrand prästvigdes 1985, efter att ha avlagt teologie kandidatexamen vid Åbo Akademi året innan. Han avlade pastoralexamen inför domkapitlet i Borgå stift 1988, teologie licentiatexamen vid Åbo Akademi 1989, högre pastoralexamen 1992 och disputerade slutligen för teologie doktorsexamen vid Åbo Akademi 1993. Han behörigförklarades för docentur i kyrkohistoria 1996.
Ekstrands första prästtjänst var som tjänsteförrättande kyrkoherde i Pernå åren 1985–1987, när tjänsten tillsattes med ordinarie befattningshavare blev Ekstrand tjänsteförrättande kaplan i samma församling 1987–1988. Den tjänst han hade innehaft längst var dock uppdraget som verksamhetsledare för Förbundet Kyrkans Ungdom 1989–1998 i Nykarleby. Åren 1998–2007 har Ekstrand främst verkat inom forskningen. Efter ett år som tjänsteförrättande lektor i praktisk teologi med kyrkohistoria vid Åbo Akademi 1998 fick han ordinarie tjänst 1999–2003, med uppehåll under ett år för att arbeta som chefredaktör för Kyrkpressen. Från 2004–2007 var han tf professor i praktisk teologi vid Åbo Akademi, en tjänst han lämnade för att bli stiftsdekan vid domkapitlet i Borgå stift.
Ekstrand har haft en rad kyrkliga och kommunala förtroendeuppdrag. Mellan 1990 och 2000 var han ledamot av kyrkorådet i Nykarleby församling och ledamot av stiftsmötet 1996–1999. Han har suttit i Lärkkulla-stiftelsens styrelse, som ledamot 1996–1997 och därefter som styrelsen ordförande 1998–2006. På ett nationellt plan var Sixten Ekstrand svensk sekreterare i kyrkomötets handboksutskott 2001–2003 och ledamot i styrelsen för Finska kyrkohistoriska samfundet sedan 2006. Han var finländsk representant i Nätverket för teologisk utbildning i Norden sedan 2001 och sedan 2007 även i styrgruppen för det nordiska nätverket för gudstjänst och liturgi, Leitourgia. Sedan 2007 är Ekstrand återigen engagerad i Förbundet Kyrkans Ungdom, nu som dess ordförande.
Till Sixten Ekstrands politiska uppdrag räknas hans ordförandeskap för sektionen för svenska konstskolan i Nykarleby 1993–1996. Samtidigt var han ordförande för bildningsnämnden, ett uppdrag han behöll till 2000. Från 1997 till 2000 var han även ledamot av stadsfullmäktige i Nykarleby. Han har också varit ledamot i styrelsen för yrkeshögskolan Sydväst 2003–2007.
Ekstrands tjänster i Nykarleby (Pedersöre prosteri, längst i norr), Pernå (domprosteriet, längst i öster) och Åbo (Åbolands prosteri, i väster) gav honom en bred geografisk förankring i stiftet. Till YLE sa han sig vara varken "varken konservativ eller liberal". Enligt tv-kanalen hade Ekstrand inget emot kvinnliga präster, men var inte beredd att välsigna homosexuella par. Bakgrundsartikel, Yle besökt 2009-09-05. Uttalandet om välsignelse av homosexuella förstärkte han i Kyrkpressen, där han betonade att kyrkan ska lägga sig i samhällsfrågor men att den inte kan följa samhället i allt. Han betonar särskilt att kyrkan har skäl att välja en egen väg i just frågor som välsignelse av registrerat partnerskap och samkönat äktenskap, och konstaterade att han personligen inte kunde  acceptera den väg som Svenska kyrkan valt i den frågan.

### Juanita Fagerholm-Urch
Kyrkoherden och prosten Juanita Fagerholm-Urch prästvigdes 1988 som en av de första kvinnliga prästerna i Evangelisk-lutherska kyrkan i Finland. Hon avlade teologie kandidatexamen vid Åbo Akademi 1978.
Eftersom prästtjänst inte var möjligt för kvinnor sökte sig Fagerholm-Urch först till att arbeta som lektor. Under 1978 arbetade hon med examensreformen vid teologiska fakulteten vid Åbo Akademi innan hon fick tjänst som ex off lektor i Södra svenska församlingen i Helsingfors 1978–1980. Därefter blev hon student- och kultursekreterare vid Helsingfors evangelisk-lutherska församlingar åren 1980–1986. Hon innehade ett ex off lektorat vid Mariehamns församling 1986–1988. Efter sin prästvigning blev hon ex off adjunkt i församlingen 1988–1989. Hon var tjänsteförrättande kyrkoherde i Vårdö församling 1989–1990 och därefter gemensam församlingspastor i Sund, Vårdö och Saltviks församlingar på Åland 1990–1992. Sedan 1993 är hon kyrkoherde i Sund-Vårdö församling. Hon var även kontraktsprost för Ålands prosteri 1995–2001, och avgick med prosttitel 2001.
Fagerholm-Urch hade haft uppdrag i stiftsrådet, stiftsmötet och stiftsfullmäktige. Hon var så kallat prästombud i kyrkomötet 1996–2000 och delegat vid Lutherska Världsförbundets Generalförsamling i Hongkong 1997. På senare år hade hon suttit i arbetsgruppen för rikskyrkans strategi, 2007, och arbetsgruppen för Strategi för Borgå stift 2008. Ett särskilt fokus låg vid kvinnofrågor och Juanita Fagerholm-Urch har varit medlem och senare även ordförande för kyrkans delegation för kvinnoarbete och medlem i Nordisk Ekumenisk Kvinnokommitté. Hon deltog också vid en afrikansk ekumenisk kvinnokonferens i Johannesburg, Sydafrika, 1999. Sedan 1995 är hon styrelsemedlem i Ålands Barnfond.
Hennes teologiska syn är starkt influerad av befrielseteologi och feministteologi  och har uttryckt att det måste finnas en kvinnlig kandidat och att hon därför är redo att bli uppställd i valet. Till YLE sa Fagerholm-Urch att hon alltid kämpat för jämställdhet inom kyrkan och att hon efter avslutade studier tvingades jobba i tio år som lektor innan hon fick bli präst.

## Valresultat i den första valomgången
Val hölls den 2 september 2009 i de nio prosterierna. Då ingen kandidat erhöll egen majoritet gick Björn Vikström (133 röster) och Sixten Ekstrand (102 röster) vidare till den andra valomgången den 16 september. Bo-Göran Åstrand fick 90 röster, Henrik Perret 87 röster och Juanita Fagerholm-Urch 39 röster. Sammanlagt deltog 451 av 461 röstberättidgade i valet. Valresultatet fastställdes av domkapitlet den 4 september 2009.
Björn Vikström vann flest prosterier, nämligen Domprosteriet, Helsingfors prosteri och Åbolands prosteri. Sixten Ekstrand vann bara i Mellersta Nylands prosteri, men hade minst sex röster i alla prosterier vilket räckte för en andraplats. De båda toppkandidaterna erhöll sammanlagt 58 procent av rösterna.

## Valresultat i den andra valomgången
En andra och avslutande valomgång hölls den 16 september 2009 mellan Björn Vikström och Sixten Ekstrand. I denna valomgång erhöll Björn Vikström 250 röster medan Sixten Ekstrand nådde 199 röster. (Tre elektorer röstade blankt och nio utnyttjade inte sin rösträtt.) Vikström vann i samtliga valkretsar förutom Närpes och Pedersöre prosterier.
Björn Vikström tillträdde posten som biskop i Borgå stift den 1 november 2009, med biskopsvigning 1:a söndagen i advent vilken inföll den 29 november. 